# Larisa Kirillova
Larisa Kirillova, nascida Kotov, (Novosibirsk, 12 de dezembro de 1943 - ) é uma pintora russa.